# 张文成 (1947年)
张文成（1947年3月—），男，汉族，大专文化，1976年3月参加工作，1974年9月加入中国共产党，曾任辽宁省兴城市四家屯街道四家村党总支书记，四家村企业集团股份有限公司董事长兼总经理。
是第七届、八届、九届、十届、十一届、十二届全国人大代表。
2016年9月因拉票贿选被确定当选无效。